# Брам Стокър
Ейбрахам „Брам“ Стокър (на английски: Bram Stoker) е ирландски писател, спечелил слава като автора на романа на ужаса „Дракула“.

## Биография
Роден е на 8 ноември 1847 г. в крайбрежното село Клонтарф (днес квартал на Дъблин). Той е третото от седемте деца в семейството на Ейбрахам и Шарлот Стокър. Малко известен факт е, че най-големият му брат е сър Торнли Стокър, признат лекар и автор. Брам е прикован на легло от болест през първите 7 години от живота си. Тогава се излекува напълно и дори практикува успешно спорт в училище. Учи история, литература, математика и физика в Тринити Колидж в Дъблинския университет.
Започва да се интересува от театър. Става театрален критик в „Дъблин Ивнинг Мейл“. Веднъж дава хвалебствено ревю за ролята на Хамлет, изпълнена от Хенри Ървинг. Ървинг го кани на вечеря и така двамата стават приятели.
През 1878 г. се жени за Флорънс Балком, дъщеря на подполковника Джеймс Балком. Тя е популярна красавица, която по-рано била ухажвана от Оскар Уайлд. Двамата се местят в Лондон. Година по-късно се ражда единственото им дете, което кръщават Ървинг Ноел Торнли Стокър. В Лондон Брам Стокър започва да менажира Lyceum Theatre – позиция, която запазва 27 години. Запознава се със сър Артър Конан Дойл и се оказва, че двамата са далечни роднини.
Стокър става известен покрай актьора Ървинг. Двамата обикалят Обединеното кралство и САЩ за представления. В Америка Стокър се запознава с президента Теодор Рузвелт и своя литературен идол Уолт Уитман.
През 1890 г. излиза първата му по-известна книга – The Snake’s Pass. Няколко години по-късно се запознава с унгарския пътешественик и писател Армин Вамбери. Смята се, че вдъхновение за „Дракула“ са били мрачните истории на Вамбери за карпатските планини. Макар книгата да има успех, тя нашумява години след неговата смърт. Стокър публикува и още два по-известни романа на ужаса – The Lady of the Shroud и The Lair of the White Worm. Освен „Дракула“ на български са преведени още творбите му „Гостът на Дракула“, „Украшението със седем звезди“ и „Принцът на розите“ – произведение, писано заедно с Оскар Уайлд.
Брам Стокър умира на 20 април 1912 г. в Лондон, Англия. Точната причина за смъртта му не е известна, като някои биографи смятат, че става въпрос за вариация на сифилис.
След смъртта си Стокър се утвърждава като важна фигура в литературата. Образът на Дракула е многократно използван в различни телевизионни, литературни и кино продукции. На негово име Асоциацията на писателите на хоръри учредява годишната литературна награда за хорър „Брам Стокър“.

### Романи
- The Primrose Path (1875)
- The Dualitists: Or, the Death Doom of the Double Born (1887)
- The Snake's Pass (1890)
- The Shoulder of Shasta (1895)
- The Watter's Mou (1895)
- Dracula (1897)
- Miss Betty (1898)
- The Mystery Of The Sea (1902)
- The Jewel of Seven Stars (1903)
- The Man (1905)
- Lady Athlyne (1908)
- The Lady of the Shroud (1909)
- The Lair of the White Worm (1911)

### Колекции от разкази
- Under the Sunset (1881)
- Snowbound: The Record of a Theatrical Touring Party (1908)
- Dracula's Guest (1914)
- The Bram Stoker Bedside Companion: Stories of Fantasy and Horror (1973)
- Shades of Dracula: Bram Stoker's Uncollected Stories (1981)
- Midnight Tales (1988)
- Best Ghost Stories (1997)
- The Judge's House: And Other Weird Tales (2003)

## Екранизации
- „Носферату - симфония на ужаса“ (1921), режисьор: Фридрих Вилхелм Мурнау с Макс Шрек в главната роля на граф Орлок.
- „Дракула“ (1931), режисьор: Тод Браунинг с Бела Лугоши в ролята на граф Дракула (базиран като сюжет главно върху театралната постановка).
- „Дракула“ (1958), режисьор: Терънс Фишър с Кристофър Лий в ролята на граф Дракула.
- „Нощем, когато Дракула се събужда“ (1970), режисьор Джес Франко, с Кристофър Лий в ролята на граф Дракула.
- „Дракула“ (1972), режисьор: Дан Къртис с Джак Паланс в ролята на граф Дракула/Влад ІІІ Цепеш.
- „Дракула“ (1979), режисьор: Джон Бедам с Франк Лангела в ролята на граф Дракула (римейк на филма на Браунинг).
- „Носферату - призракът на нощта“ (1979), режисьор: Вернер Херцог с Клаус Кински (римейк на филма на Мурнау).
- „Дракула по Брам Стокър“ (1992), режисьор: Франсис Форд Копола, с Гари Олдман в ролята на княз Влад ІІІ Дракула.
- „Дракула 2000“ (2000), режисьор: Патрик Лейсър, с Джерард Бътлър в ролята на Дракула/Юда Искариотски.